# Zdzisław Kędzia
Zdzisław Kędzia (ur. 2 lipca 1943 w Radomiu) – polski prawnik, profesor nauk prawnych, specjalista w zakresie prawa konstytucyjnego i praw człowieka, nauczyciel akademicki.

## Życiorys
Jest absolwentem Wydziału Prawa i Administracji Uniwersytetu im. Adama Mickiewicza w Poznaniu (1966). W 1972 otrzymał stopień doktora nauk prawnych na macierzystym wydziale. Habilitował się w 1980 w Instytucie Nauk Prawnych Polskiej Akademii Nauk. W 1992 uzyskał tytuł naukowy profesora nauk prawnych. W latach 1973–2006 był pracownikiem naukowym Instytutu Nauk Prawnych PAN, a do 1991 dyrektorem Poznańskiego Centrum Praw Człowieka. Był zatrudniony na stanowisku profesora zwyczajnego w Wyższej Szkole Pedagogiki i Administracji im. Mieszka I w Poznaniu. Jest profesorem zwyczajnym Katedry Prawa Konstytucyjnego Wydziału Prawa i Administracji UAM (w latach 2005–2015 był jej kierownikiem) oraz w Wyższej Szkole Bankowej we Wrocławiu. Jest honorowym profesorem Uniwersytetu w Hagen (1996).
Pełnił funkcję eksperta ds. praw człowieka i prawa konstytucyjnego podczas obrad Okrągłego Stołu. W późniejszych latach pełnił funkcję doradcy Rzecznika Praw Obywatelskich (1987–1991), doradcy-eksperta w Sejmie RP (1989–1991) oraz starszego doradcy ministra spraw zagranicznych ds. praw człowieka (1990–1991). W latach 1991–1994 był członkiem zastępczym Europejskiej Komisji na rzecz Demokracji przez Prawo w Wenecji. W biurze Wysokiego Komisarza Narodów Zjednoczonych do spraw Praw Człowieka w Genewie pełnił funkcje starszego doradcy (1994–1999) oraz dyrektora ds. badań i rozwoju (1999–2005).
W 2008 został wybrany na członka Komitetu Praw Gospodarczych, Społecznych i Kulturalnych Organizacji Narodów Zjednoczonych, a w latach 2012–2014 pełnił funkcję przewodniczącego tegoż Komitetu. W 2016 został wybrany na prezydenta Europejskiego Międzyuniwersyteckiego Centrum Praw Człowieka i Demokratyzacji (ang. EIUC, European Inter-University Centre for Human Rights and Democratization) na kadencję 2016–2020.
W sierpniu 2017 został członkiem rady programowej Archiwum im. Wiktora Osiatyńskiego, które jest „obywatelskim centrum analiz prawnych oraz społecznością ludzi zaangażowanych w budowanie Polski praworządnej, w której władza działa w granicach prawa, dla dobra publicznego, przestrzegając praw i wolności obywatelskich oraz zobowiązań międzynarodowych”.
W roku 2020 odznaczony przez RPO Adama Bodnara Odznaką Honorową Rzecznika Praw Obywatelskich za zasługi dla ochrony praw człowieka.

## Wybrane publikacje
- Burżuazyjna koncepcja praw człowieka, Wrocław-Warszawa: Zakład Narodowy im. Ossolińskich, 1980.
- Materiały do ćwiczeń z podstaw nauk politycznych, Poznań: Uniwersytet im. Adama Mickiewicza. Instytut Nauk Politycznych, 1970.
- Parlament socjalistyczny. Ustrój wewnętrzny, Warszawa: Państwowe Wydawnictwo Naukowe, 1975.
- Prawa, wolności i obowiązki człowieka i obywatela w nowej polskiej konstytucji, Poznań: PCPC, 1990.
- Współczesne wyzwania wobec praw człowieka w świetle polskiego prawa konstytucyjnego, Poznań: Wydawnictwo Naukowe Uniwersytetu im. Adama Mickiewicza, 2009[1].